# مهدي أخوان ثالث
مهدي أخوان ثالث ( 1347 - 1411 هـ / 1929 - 1990 م ) هو شاعر وکاتب وموسيقي إيراني.
هو مهدي علي أخوان ثالث ولقبه «م. اميد». من مؤلفاته الشعرية التي طبعت: الأرغنون- آخر الشاهنامه- الشتاء- من هذا الأوستا- الصيد – الخريف في السجن – أحسن أمل – أحبك أيها الوطن العريق.
قصائده لها سياق اجتماعي وفي بعض الأحيان، کان يصور أحداث حياة الناس. يتميز شعره نغمة ملحمية ممزوجة الشعر الخراساني وثقله، وله أيضًا مؤلفات جديدة وحديثة مع رسوم توضيحية مبتكرة وخلاقة. بدأ مهدي الشعر الكلاسيكي. أصبح مهتمًا بشعر نيماي وعاد إلى الشعر الكلاسيكي في آخر أعماله. لقد بقت أعمالاً من كلا الأسلوبين.